# Cyrus Vance
Cyrus Roberts Vance (Clarksburg, 27 marzo 1917 – New York, 12 gennaio 2002) è stato un politico e avvocato statunitense.

## Biografia
Ha ricoperto molti incarichi diplomatici di alto livello a partire dalla fine degli anni cinquanta e soprattutto sotto la presidenza di Lyndon Johnson, occupandosi specialmente di negoziazione e in particolare legando il suo nome alla rivolta di Detroit del 1967, episodio durante il quale Vance fu nominato da Johnson inviato speciale del Presidente. Dopo un breve distacco dall'attività politica, è stato richiamato a Washington dal presidente Jimmy Carter, che lo nominò segretario di Stato, incarico che ricoprì dal 1977 fino alle dimissioni, nel 1980, in polemica col Presidente che aveva deciso di intervenire militarmente per ottenere la liberazione di alcuni ostaggi detenuti in Iran. Durante il suo mandato da segretario di Stato giocò un ruolo cruciale negli accordi di Camp David tra Egitto e Israele (1978) e nelle negoziazioni tra Stati Uniti e Panama per il controllo del canale omonimo (1980).
Negli anni novanta è stato protagonista di molte missioni diplomatiche nella ex Jugoslavia, specialmente in Croazia e Bosnia per conto delle Nazioni Unite.
Morì nel 2002 all'età di 84 anni, dopo una lunga battaglia contro la malattia di Alzheimer, ed è sepolto al cimitero militare di Arlington in Virginia.